# Vliegend hert
Het vliegend hert, ook wel groot vliegend hert of hertkever (Lucanus cervus) genoemd, is een kever uit de familie vliegende herten, waarvan deze soort de naamgever is. Het vliegend hert komt onder andere voor in België en Nederland, maar is daar erg zeldzaam.
Het vliegend hert is een van de grootste kevers van Europa en kan een totale lengte bereiken van meer dan 9 centimeter. De Nederlandse naam is te danken aan de enorme kaken (mandibels) van de mannetjes. Deze zijn aan het einde vertakt, en doen denken aan het gewei van een hert. Bij de vrouwtjes ontbreekt dit gewei, waardoor ze gemakkelijk zijn te onderscheiden van de mannetjes.
De kaken dienen alleen om te imponeren en kunnen niet krachtig worden samengetrokken. De vrouwtjes hebben weliswaar kleinere kaken, maar deze zijn in tegenstelling tot die van de mannetjes krachtig en scherp en kunnen gemakkelijk verwondingen aan de huid veroorzaken. Vrouwtjes knagen er gaten mee in de schors van bomen om vervolgens de sapstromen op te likken.
Het verspreidingsgebied van het vliegend hert beslaat grote delen van Europa en strekt zich uit tot in Azië. Het is een bewoner van bosrijke gebieden, waar de larven hun voedsel vinden. Deze eten vermolmd, vochtig hout dat ten minste half begraven is en door bepaalde schimmels is afgebroken. Door deze hoge eisen aan het voedsel en de lange ontwikkelingscyclus van vier tot acht jaar is het vliegend hert een kwetsbare soort. Het voortbestaan van de kever is in veel streken afhankelijk van bescherming.

## Naamgeving en taxonomie
De wetenschappelijke naam van de soort werd in 1758 als Scarabaeus cervus gepubliceerd door Carl Linnaeus. De naam cervus betekent 'hert' en verwijst naar de geweivormige kaken van de kever.
Het vliegend hert heeft de noordelijkste verspreiding van de soorten uit het geslacht Lucanus.

### Ondersoorten
Van deze soort worden vier ondersoorten onderscheiden en daarnaast kent de ondersoort Lucanus cervus cervus een variëteit.
- Lucanus cervus cervus (Linnaeus, 1758)
  - var. Lucanus. c. c. microcephalus Mulsant, 1842
- Lucanus cervus judaicus Planet, 1902
- Lucanus cervus mediadonta Planet, 1902
- Lucanus cervus turcicus Sturm, 1843

## Uiterlijke kenmerken

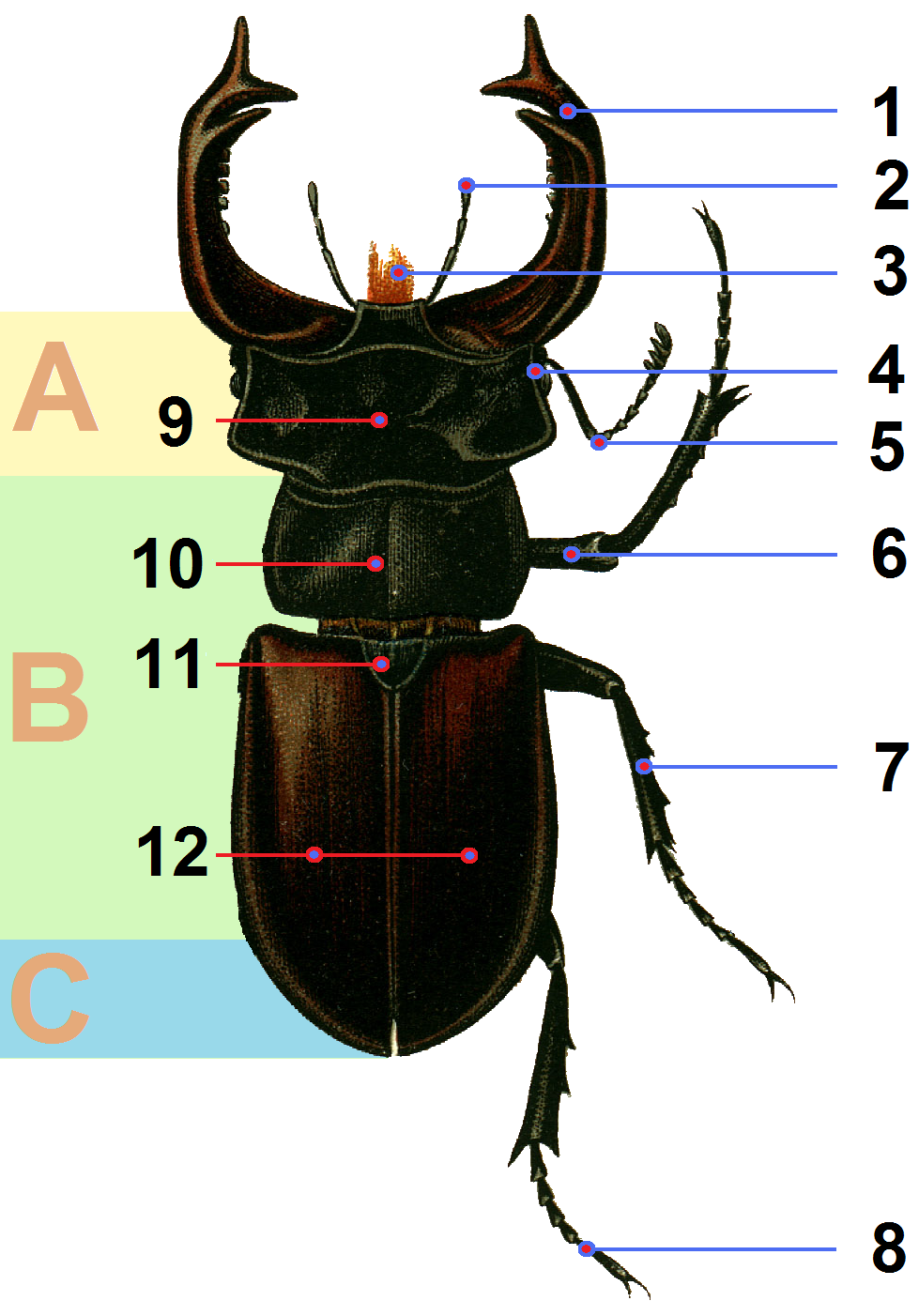
Lichaamsdelen van een mannetje

Het vliegend hert is de grootste kever van Europa. De lichaamslengte is zeer variabel: bij de vrouwtjes varieert deze van 28 tot 45 millimeter en bij de mannetjes van 34 tot 86 mm. Van een ondersoort uit Turkije (Lucanus cervus akbesianus) wordt vermeld dat deze een lengte van 10 centimeter kan bereiken.

### Kop
Het rechts afgebeelde exemplaar is een mannetje, wat te zien is aan de kaken (1). Die zijn niet alleen lang en breed, maar ook vertakt, waardoor ze op een gewei lijken. Ze vallen op door de roodbruine tot purperachtige kleur, die intenser is dan de eveneens roodbruine, maar donkerder gekleurde dekschilden. De kaken hebben een glad oppervlak en zijn dik en van elkaar af gekromd. Ze eindigen in twee doornachtige uitsteeksels. Aan de binnenzijde van iedere kaak is bij het einde een tandachtige vertakking aanwezig. Bij deze vertakking draagt de binnenzijde van de kaak kleine stekeltjes; de binnenzijde van de kaak bij de kop is glad. De vorm van de kaken is afhankelijk van de grootte van het mannetje. Zie ook onder de sectie imago.
De bovenste kaaktasters (2) zijn lang en goed zichtbaar. De onderste twee zijn kleiner (niet afgebeeld). Aan de voorzijde van de kop zitten de monddelen van de kever (3). Omdat de kever geen harde prooien eet, maar alleen vloeistoffen op likt, zijn de monddelen zachte, penseelachtige structuren. De zwarte ogen (4) zijn klein en kraalachtig. Het gezichtsvermogen van het vliegend hert is bijzonder slecht: alleen voorwerpen die heel dichtbij zijn kunnen worden onderscheiden. De kever gebruikt met name zijn andere zintuigen, die chemoreceptoren bevatten, om voedsel en een partner te vinden. Deze receptoren bevinden zich op de antennes en de poten. De antennes (5) zijn gelobd, waarmee het oppervlak vergroot is, wat de effectiviteit ervan verhoogt. De bovenzijde van de kop wordt beschermd door het kopschild (9), dat zwart is en een korrelige textuur heeft. Bij het vrouwtje is dit plat, wat goed aansluit bij het gestroomlijnde lichaam. Bij het mannetje is het kopschild bijna vierkant en heeft duidelijk opstaande randen aan de voorzijde evenals twee doornachtige uitstulpingen voor de ogen.

### Borststuk
Het borststuk is verdeeld in drie segmenten, van voor naar achter zijn dit het prothorax, het mesothorax en het metathorax. Aan ieder deel is aan de onderzijde een paar poten gehecht en aan de bovenzijde dragen het prothorax en het mesothorax een paar vleugels. Het borststuk wordt aan de voorzijde beschermd door het halsschild of pronotum (10). Net als het kopschild heeft het halsschild een korrelige structuur en een zwarte kleur, zodat ze beide afsteken tegen de roodbruine kaken en de bruine dekschilden.
De voorpoten hebben aan de binnenzijde van de heup een opvallende plek met goudgele beharing. Deze beharing speelt een rol bij de communicatie, zodat de mannetjes en vrouwtjes elkaar beter kunnen vinden. Het voorste borststuksegment draagt de dekschilden, ook wel elytra of voorvleugels genoemd (12). De dekschilden zijn verhard en ondoorzichtig en  zijn in de lengte gegroefd, maar dit is moeilijk te zien. De achtervleugels zijn wel doorzichtig en hebben een vliezige structuur. De achtervleugels worden gebruikt om te vliegen, hiertoe worden eerst de dekschilden opgetild.  

### Achterlijf
Het achterlijf beslaat het grootste deel van het lichaam. Het achterlijf is gesegmenteerd en wordt aan de bovenzijde beschermd door de tergieten of rugplaten en aan de onderzijde door de sternieten of buikplaten. Het achterlijf bevat het maag-darmstelsel, het belangrijkste deel van het zenuwstelsel en de voortplantingsorganen. Het achterlijf wordt beschermd door de dekschilden en is volledig aan het oog onttrokken. Ook de achterlijfspunt is niet zichtbaar, dit in tegenstelling tot veel andere kevers waarbij deze wel te zien is. 

### Onderscheid met andere soorten
Het mannetje is door de grote kaken niet te verwarren met andere kevers. De kaken zijn zelfs bij kleine exemplaren duidelijk verlengd. De neushoornkever doet enigszins denken aan een vliegend hert vanwege het neushoornachtige uitsteeksel aan de bovenzijde van de kop. Dit is echter een enkelvoudige structuur die niet lijkt op de kaken van de mannetjes.
In Nederland komen naast het 'gewone' vliegend hert nog drie andere, veel kleinere, soorten voor. Het klein vliegend hert (Dorcus parallelipipedus) is van deze drie de grootste soort. Het klein vliegend hert lijkt veel op de vrouwtjes van het vliegend hert, maar blijft kleiner (tot 3 centimeter). Ook het blauw vliegend hert (Platycerus caraboides) en het rolrond vliegend hert (Sinodendron cylindricum) komen hier voor, al zijn ze zeldzaam. Het blauw vliegend hert heeft meer de vorm van een loopkever en het rolrond vliegend hert doet door het sterk gewelfde lichaam meer denken aan een mestkever. Ze zijn beiden veel kleiner dan het 'gewone' vliegend hert. Het belangrijkste verschil is echter dat bij alle drie de soorten een gewei-achtige vergroeiing van de mandibels ontbreekt.

Afbeeldingen van andere soorten
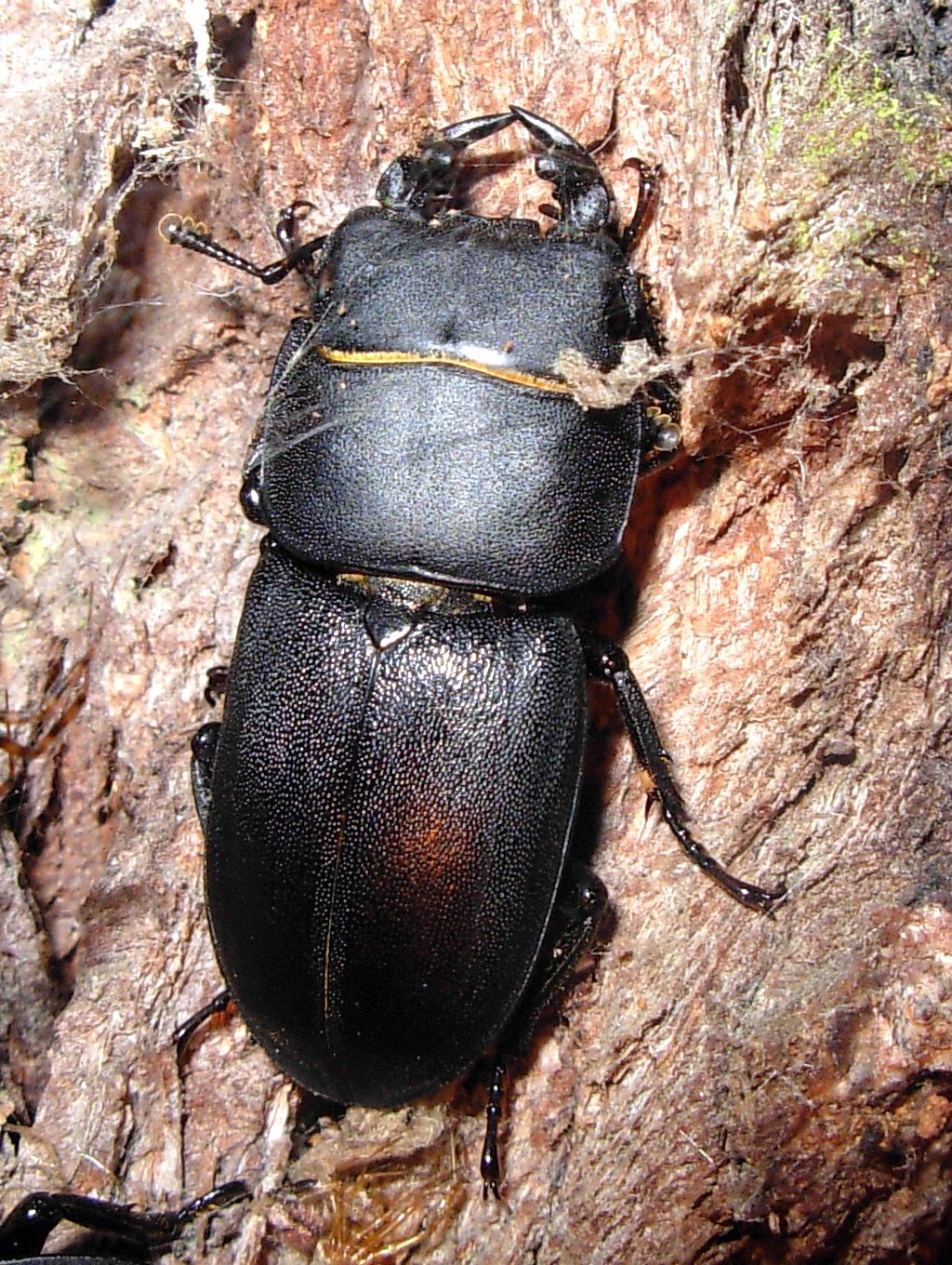
Klein vliegend hert, man
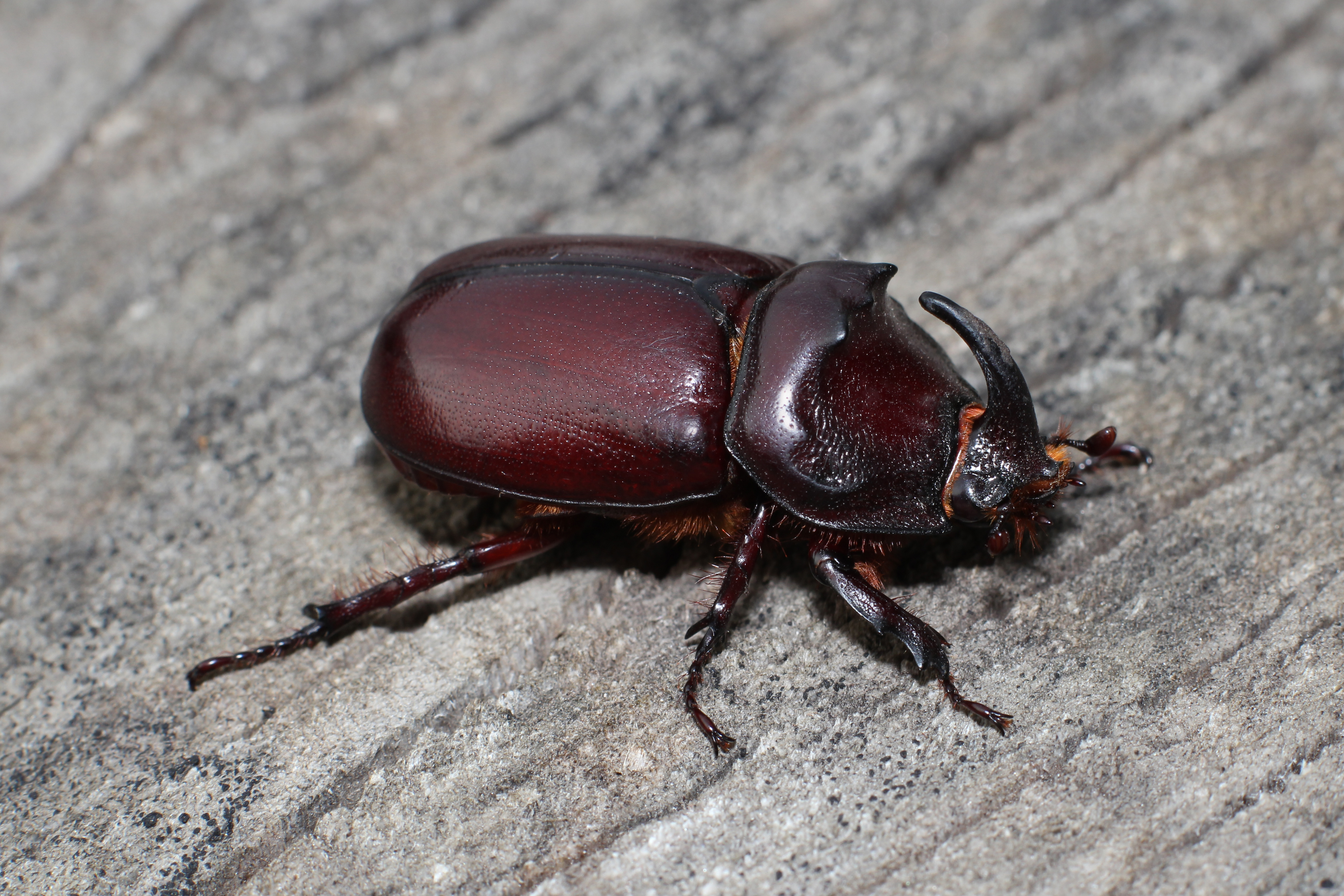
Neushoornkever, man
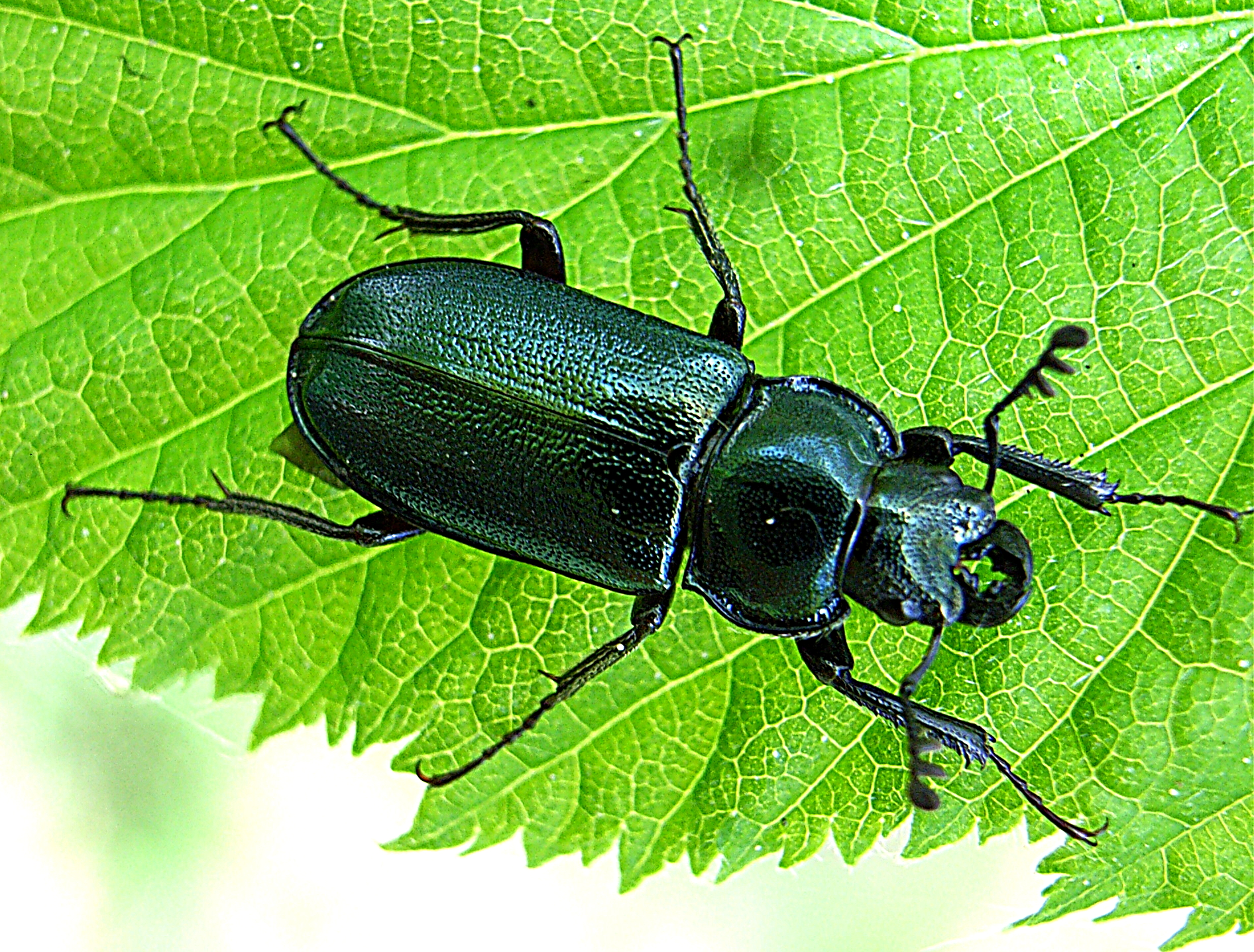
Blauw vliegend hert
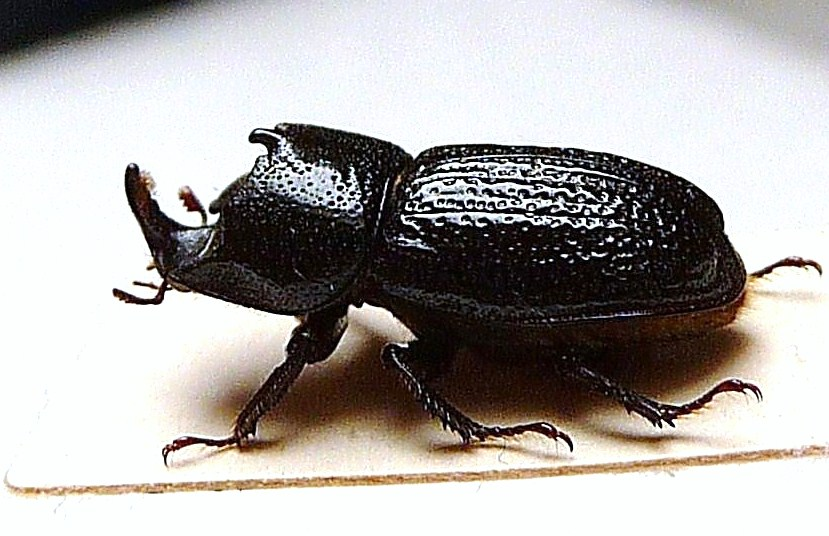
Rolrond vliegend hert, man

#### Larven
De larve is gemakkelijk te verwarren met die van verschillende soorten bladsprietkevers, zoals de neushoornkever (Oryctes nasicornis) en de meikever. Ook deze larven hebben een enigszins gekromd, c-vormig lichaam dat wit van kleur is met een oranje kop en poten. De belangrijkste verschillen zijn de kaken en de achterlijfspunt. De mandibels van de larve van het vliegend hert zijn recht, die van de andere twee soorten zijn gekromd. De achterlijfspunt van de larve van het vliegend hert is kaal, terwijl die van de andere soorten behaard is. Een ander verschil zijn de plooien op de bovenzijde van de larven; bij het vliegend hert zijn alleen plooien aanwezig tussen de lichaamssegmenten. Bij de meikever en de neushoornkever (en alle andere bladsprietkevers) zijn aan de bovenzijde ook tussenliggende plooien te zien. De larven van de neushoornkever hebben daarnaast een meer geprononceerde verdikking rond het stigma, de oranjerode vlekjes op de flanken die bestaan uit ademopeningen. Zie voor afbeeldingen van de larven onder larve.

## Verspreiding en habitat
Het vliegend hert is een Palearctische soort die voorkomt in zuidelijk, centraal en delen van noordelijk Europa. Het verspreidingsgebied strekt zich van west naar oost uit van noordelijk Spanje en delen van Portugal tot in oostelijk Rusland. Het zuidelijkste deel van het verspreidingsgebied bevindt zich in Turkije, het noordelijkste deel in Scandinavië. Ook in Groot-Brittannië komt de kever voor, hoewel uitsluitend in het zuiden en voornamelijk in het zuidoosten. In Wales zijn de populaties zeer versnipperd. Slechts in enkele streken is de soort nog plaatselijk algemeen. In Duitsland komt het vliegend hert in het gehele land voor met uitzondering van hoger gelegen delen. Ook in andere landen binnen het verspreidingsgebied komt de kever vrij algemeen voor, al wordt hij niet vaak waargenomen. Langs de randen van het Europese verspreidingsgebied zijn de populaties versnipperd. De randen van het areaal worden bepaald door de wintertemperatuur; in te koude streken kan de larve zich niet ontwikkelen. Nederland is een van de landen die op de grens liggen; alleen in het oosten en zuiden komt de kever nog voor. Toch is de soort ook noordelijker te vinden zoals Denemarken en volgens een verspreidingskaart van Mario Franciscolo uit 1997 zelfs in zuidelijk Finland.

### België
In België komt de kever in Vlaanderen voor in twee kerngebieden; de grootste in het Brussels Gewest rondom de stad Brussel en in het oosten rond het bosachtige gebied bij Voeren tot in het oostelijke deel van de Kempen. Tot 1950 - 1960 was de soort rond Brussel nog vrij algemeen, maar deze aanwezigheid verminderde sterk tussen 1970 en 1980. In Wallonië komt de kever vooral voor aan de rand van stedelijke gebieden, zoals Luik en Hoei. Biologen vermoeden dat ook in gebieden met brede riviervalleien populaties voorkomen, zoals in Hene, Ourthe en Viroin. In Antwerpen kwam de soort vroeger ook voor, maar is hier al lange tijd verdwenen: de laatste waarneming was van voor 1967. Nog langer geleden kwam de soort voor rond de plaats Mol: de laatste waarneming hier is uit 1877. De kever wordt gevonden rond het Zoniënwoud, waarbij opvalt dat vrijwel alle aangetroffen dieren uit de buurt van het woud komen en zelden uit het bos zelf.
Uit een verspreidingskaart van 1973 blijkt dat de soort verspreid over het land werd aangetroffen.

### Nederland

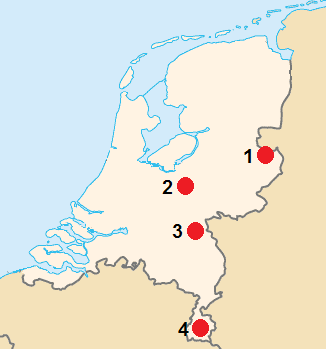
Kerngebieden in Nederland

De verspreiding van het vliegend hert in Nederland is onderwerp geweest van veel onderzoek. Hierdoor zijn de groottes en dichtheden van de verschillende populaties nauwgezet in kaart gebracht. Van alle populaties van het vliegend hert in Nederland zijn ook gedetailleerde beheersplannen gemaakt. Deze rapporten zijn online te bekijken, zie onder de externe links. In Nederland is het vliegend hert zeer zeldzaam; het areaal is de laatste decennia sterk achteruitgegaan. Het aantal waarnemingen is weliswaar groter dan vroeger, maar dit komt door intensiever onderzoek naar de kever en niet door een stijging van het aantal exemplaren.
Tegenwoordig komt de soort voor in vier kerngebieden, in andere plaatsen is de kever uitgestorven. Tot 1980 kwam de soort bijvoorbeeld nog voor rond Breda, maar hier is de kever sindsdien verdwenen. Van de populatie rond Maarheeze zijn geen waarnemingen meer na 1950, zodat aangenomen wordt dat de kever ook hier verdwenen is. In Noord-Brabant wordt de soort hierdoor beschouwd als uitgestorven en ook in Drenthe zijn al sinds 1980 geen exemplaren meer aangetroffen. Tegenwoordig zijn er slechts vier kerngebieden in drie provincies waar populaties van het vliegend hert voorkomen. In Overijssel bij Mander (1), in Gelderland op de Veluwe (2), ten oosten van Nijmegen (3) en ten slotte in het zuiden van Limburg (4).
De Overijsselse populaties komen voor rond de dorpskern Mander, onderdeel van de Twentse gemeente Tubbergen. Er zijn waarnemingen bekend van de Manderheide tot iets ten noorden van Tubbergen. Op de Veluwe is het vliegend hert zowel in het centrale deel als het noordoosten te vinden en ook in de Veluwezoom is de soort rond 2004 nog aangetroffen.
In Gelderland en Limburg zijn populaties gevonden bij respectievelijk Groesbeek en Mook, die tegen de grens met Duitsland liggen en waarschijnlijk doorlopen in het Reichswald. Dit is een bosgebied tussen Kleef en Goch in Noordrijn-Westfalen langs de Nederlandse grens.
Het grootste verspreidingsgebied van de kever binnen Nederland is gelegen in het zuiden van Limburg. Het is geen aaneengesloten gebied, maar betreft meerdere nabijgelegen populaties die verschillen in grootte. Bij Margraten zijn populaties bekend van de Heerderberg, de Julianagroeve, de Hondsberggrub, Noorbeek en rond Houthem. Rond Heerlen, Jabeek en Voerendaal zijn eveneens populaties bekend, evenals in de omgeving van Nuth. In Valkenburg aan de Geul zijn veertig vliegende herten aangetroffen in Schaelsberg, Schoonbron en Keutenberg.
In Nederland en België is het vliegend hert voornamelijk in de maanden juni, juli en augustus te zien.

### Habitat

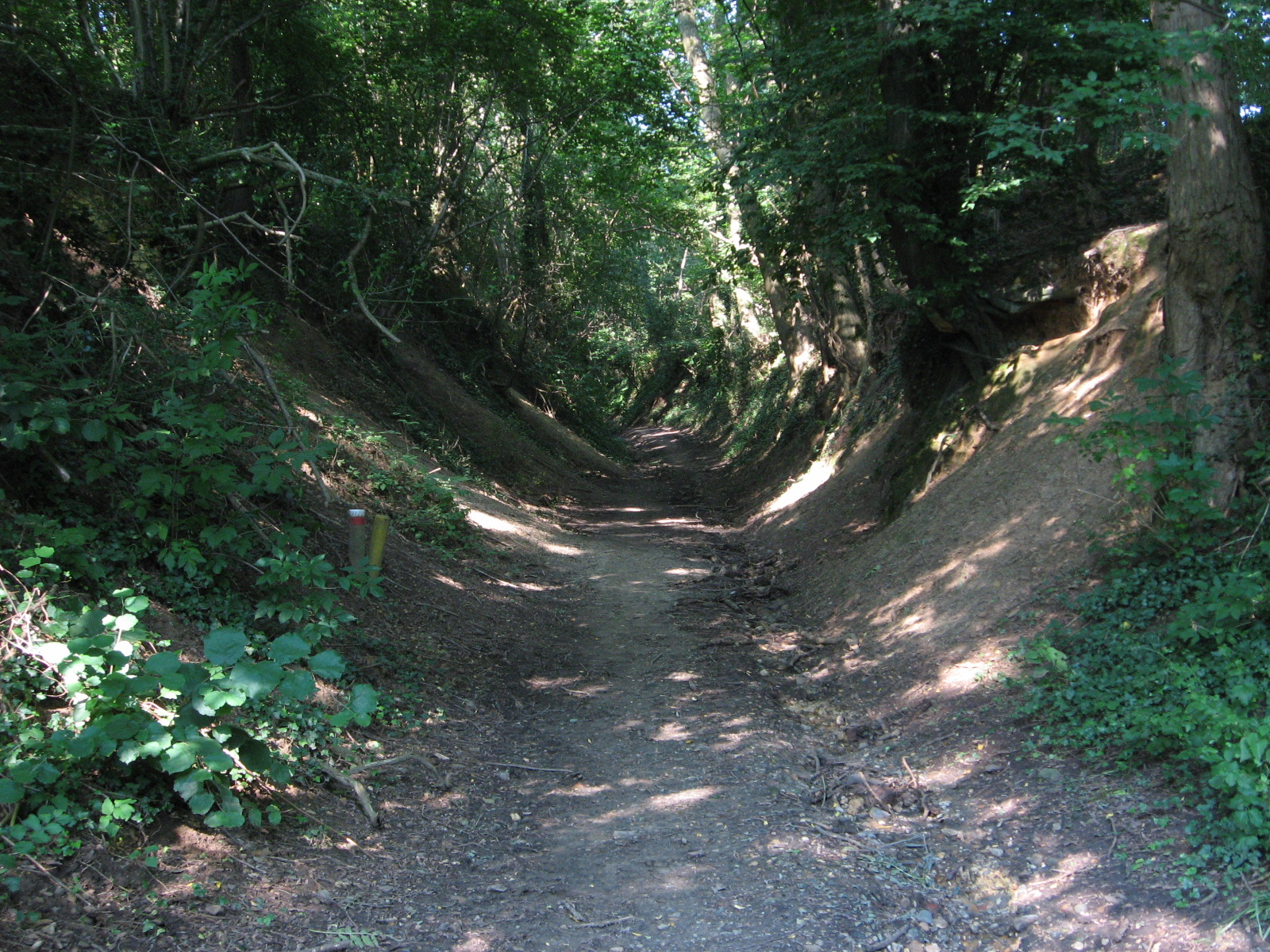
Een holle weg in Cadier en Keer, Zuid-Limburg

Het vliegend hert komt vooral voor in eikenbossen en geldt als een typische bewoner van oude, nauwelijks door mensen beroerde loofbossen. Daar blijven voldoende omgevallen bomen liggen die door de larven gebruikt kunnen worden als voedsel. Dergelijke bossen komen in Nederland en België, maar ook elders in Europa, echter niet of nauwelijks voor. Het vliegend hert is een grote soort die zich overdag meestal schuilhoudt in bomen, zoals op de schors tussen begroeiing of in de kruin. Ondanks zijn opvallende verschijning is de kever hierdoor moeilijk te zien. In de late middag, enige uren voor de schemering invalt, worden met name de mannetjes actief. Ze vliegen uit of kruipen over de takken en gaan op zoek naar een partner. Bij temperaturen onder de 16° Celsius kan de kever niet vliegen.
Het vliegend hert is in Nederland en België voornamelijk te vinden in beboste gebieden, langs bosranden of op open plekken in het bos. Ook in zogenaamde spaartelgenbossen komt de kever voor. De bomen in dergelijke bossen worden gekapt waarbij enkele takken (spaartelgen) gespaard worden zodat deze weer uit kunnen groeien. Dergelijke bossen komen in Nederland onder andere voor op de Veluwe. Het spaartelgenbos is voor het vliegend hert een goede leefomgeving doordat het bos bestaat uit bomen die gekapt zijn maar waarvan een uitschieter van de stam tot een nieuwe boom is verworden. De oorspronkelijke stam is veel dikker en ouder dan de boom, en vaak deels verrot wat gunstig is voor de kansen van de larven.
De kever kan echter ook worden aangetroffen in sterk door de mens aangepaste landschappen zoals houtwallen, parken, boomgaarden en tuinen. De larven duiken soms op in tuinen in bielzen en in verzonken schuttingpalen. Ook zijn wel larven aangetroffen in zeer humeuze grond, in composthopen en in hopen houtsnippers.
Vrijwel altijd dienen eiken (Quercus) als voedsel voor de larve, voornamelijk de zomereik (Quercus robur) en wintereik (Quercus petraea). Sporadisch worden ook larven aangetroffen bij andere bomen, zoals de beuk (Fagus sylvatica), de iep (Ulmus) en de linde (Tilia).

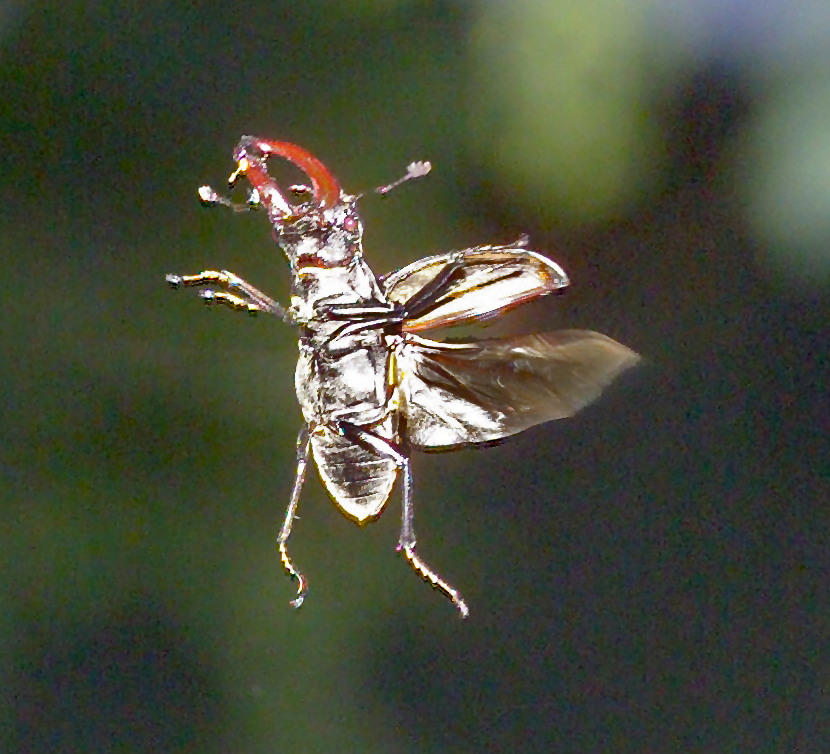
Een vliegend mannetje in een typische positie

## Vliegvermogen
De vrouwtjes zijn niet zo actief; ze zijn vrij honkvast en vliegen minder vaak en over kortere afstanden dan de mannetjes. De vrouwtjes kunnen afstanden tot één kilometer afleggen, terwijl van de mannetjes bekend is dat ze tot drie kilometer kunnen vliegen. Vrouwtjes worden vaker overdag gezien dan mannetjes.
Het mannetje wordt in zijn doen en laten sterk beperkt door zijn grote en zware kaken. Tijdens het vliegen moet hierdoor een bijna verticale lichaamspositie worden aangenomen om het zwaartepunt op de juiste plaats te houden en in evenwicht te blijven. In vlucht worden de poten gespreid wat een opmerkelijk gezicht is.
Als de kever gaat vliegen worden eerst de grote en dikke verharde voorvleugels (de dekschilden of elytra) naar de zijkant verplaatst. De voorvleugels zijn het tot beschermende schilden omgevormde voorste vleugelpaar. De kwetsbare achtervleugels zijn de vleugels waarmee gevlogen wordt; ze zijn dun en vliezig en hebben een oranjebruine kleur en bruine vleugeladering. Tijdens het vliegen worden de dekschilden omhoog gehouden, terwijl met de achtervleugels snelle bewegingen worden gemaakt. Bij het vliegen maken de vleugels een zacht brommend en voor de mens duidelijk hoorbaar geluid.

## Voortplanting en ontwikkeling

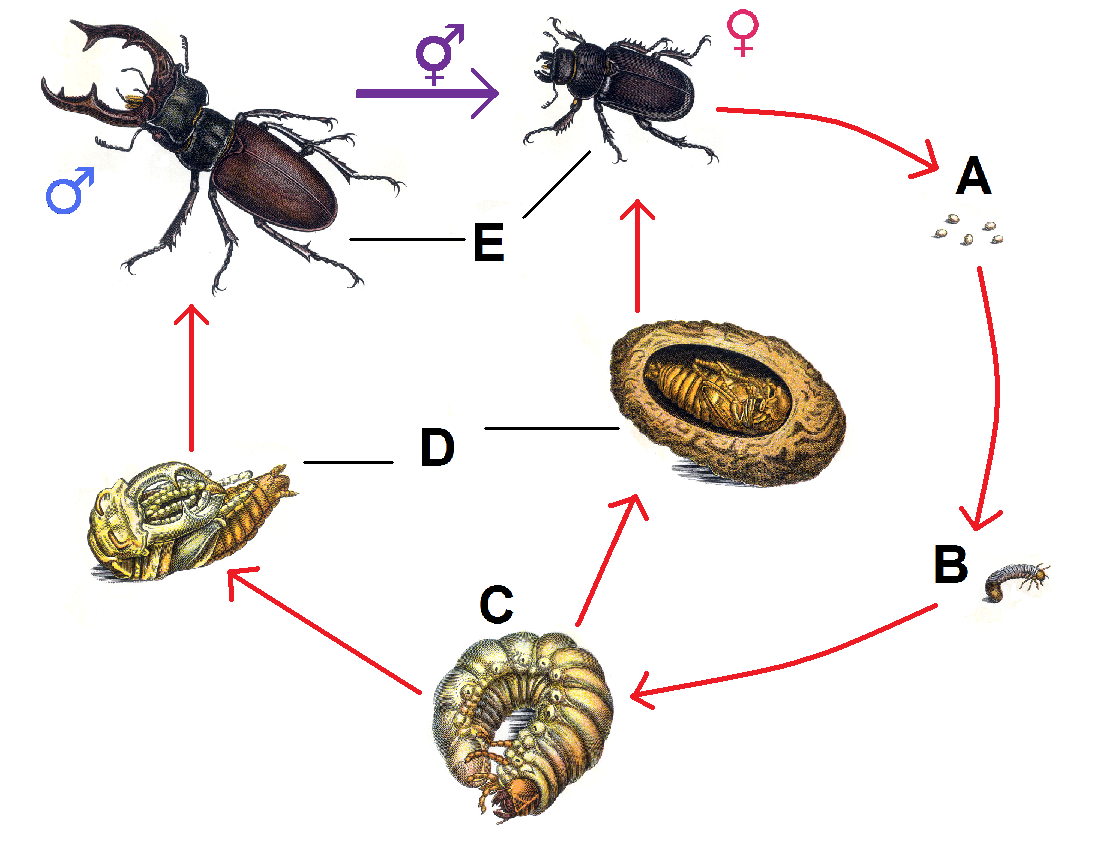
Levenscyclus van het vliegend hert

Het vliegend hert kent net als alle kevers een volledige gedaanteverwisseling. Rechts is de levenscyclus van de kever schematisch weergegeven. Het vliegend hert begint zijn leven in een ei (A), waaruit de jonge larve (B) kruipt. Deze vervelt een aantal maal tot de larve volledig is ontwikkeld (C). Bij de laatste vervelling van de larve transformeert het lichaam in een pop (D). De mannelijke pop (links) is duidelijk te onderscheiden van de vrouwelijke (rechts). Deze laatste is in de popkamer afgebeeld. Uit de pop verschijnt vervolgens de volwassen kever (E), met links het mannetje en rechts het vrouwtje.
Het volwassen vliegend hert leeft relatief kort en is voornamelijk bezig een partner te zoeken. De vrouwtjes scheiden feromonen af. Dit zijn geurstoffen die mannetjes aanlokken. De mannetjes kunnen deze van grote afstand waarnemen en kilometers vliegen op zoek naar een partner. Om een vrouwtje te vinden vliegt het mannetje uit of loopt hij over boomstammen. Als hij een vrouwtje tegenkomt maakt hij deze het hof, maar als het een mannetje betreft, oftewel een concurrent, zal de kever een gevecht beginnen.

### Balts

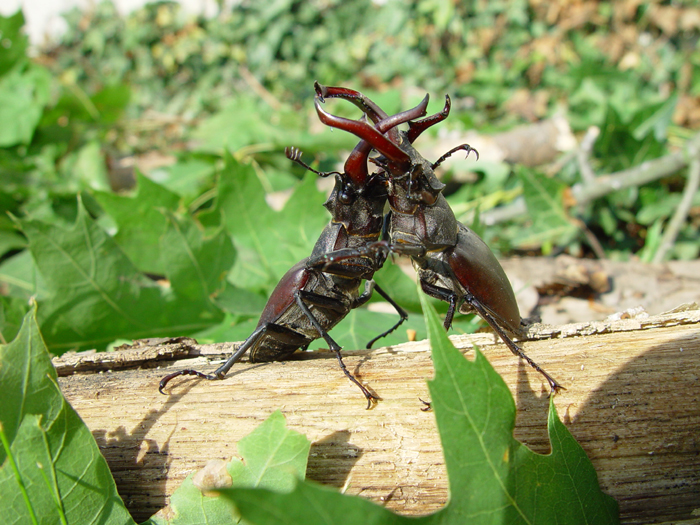
Vechtende mannetjes proberen elkaar omver te werpen met de kaken

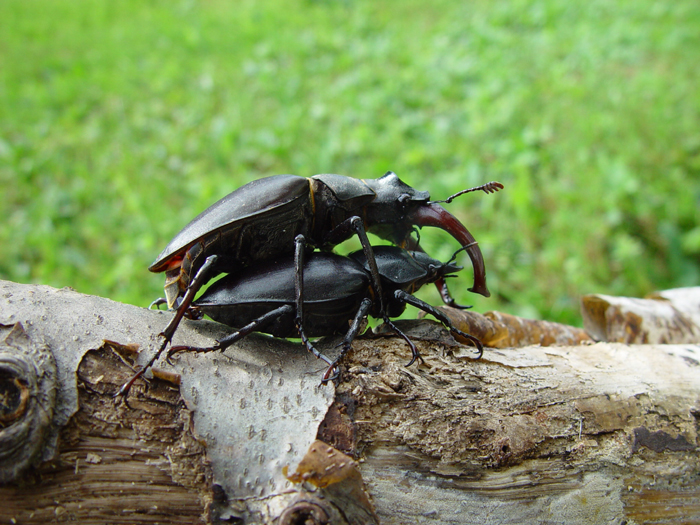
Paring waarbij het mannetje zijn kaken voor het vrouwtje houdt

De mannetjes voeren een krachtmeting uit, waarbij ze proberen elkaar omver te werpen. Niet zelden tilt een kever zijn rivaal hierbij op, waarbij het slachtoffer loskomt van de grond. Het borststuk van de agressor kan hierbij naar boven scharnieren. De krachtige poten worden gebruikt om zich daarbij stevig aan de ondergrond te ankeren. Het is echter een gevecht op punten; de kevers zijn vrij langzaam en het gevecht heeft veel weg van een worsteling. Doordat de kevers zich niet zelden op een tak bevinden, zal de verliezer naar beneden tuimelen en voorlopig buiten bereik blijven. De kever kan door de val gewond raken. Uiteindelijk blijft een enkel mannetje over dat met het vrouwtje kan paren.
Lange tijd werd gedacht dat de mannetjes uitsluitend met elkaar vechten om te kunnen paren. Uit waarnemingen blijkt echter dat de vrouwtjes, die met hun kaken vocht uit bomen kunnen oplikken, de mannetjes soms voeren met deze sappen. De mannetjes kunnen zelf moeilijk eten door hun buitenproportionele kaken, waardoor het opsporen van een vrouwtje niet alleen nageslacht, maar ook voedsel oplevert.
Bij de paring klimt het mannetje op het vrouwtje en maakt met zijn achterlijfspunt contact met die van zijn partner. Opvallend is dat het mannetje zijn kaken hierbij als een soort hekwerk voor het vrouwtje houdt, zodat het geen kant meer op kan. De paring vindt meestal plaats in bomen en wordt zelden waargenomen. Er zijn waarnemingen bekend van mannetjes die probeerden te paren met een dood vrouwtje.

### Ei
Enige tijd na de paring worden de eitjes afgezet. Lange tijd werd gedacht dat dit er ongeveer 50 tot 100 zouden zijn, maar uit nieuw onderzoek blijkt dat de vrouwtjes slechts enkele tientallen eieren produceren. Een vrouwtje is in staat om een tweede maal eitjes te ontwikkelen in hetzelfde seizoen, maar dit komt waarschijnlijk bij slechts de helft van alle exemplaren voor.
De eitjes worden een voor een afgezet tegen boomwortels in door de vrouwtjes gegraven gangen in de bodem. Het gaat daarbij meestal om wortels van de eik en andere loofbomen, maar ook op wortels van naaldhout is de larve aangetroffen. Gezonde bomen zijn ongeschikt; alleen boomstronken die zijn aangetast door witrot of eikenrot komen in aanmerking als voedsel. Zie voor een beschrijving van het voedsel van de larve onder voedsel. De eitjes worden door het vrouwtje in het hout afgezet door haar zogenaamde ovipositor of legbuis. Deze is in rust niet zichtbaar en wordt alleen bij het afzetten van de eitjes uitgestulpt. Het ei is lichtgeel van kleur en ovaal, maar vrijwel rond van vorm en heeft een doorsnede van ongeveer 3 millimeter. Na twee tot vier weken komt een kleine, made-achtige larve tevoorschijn.

### Larve
De larve lijkt op een engerling, de larve van de meikever of van een andere soort die tot de bladsprietkevers (Scarabaeidae) behoort. De larve van het vliegend hert is wit van kleur en enkele millimeters lang als het ei wordt verlaten. Het is een snelle groeier en na een jaar is de larve al enkele centimeters lang.

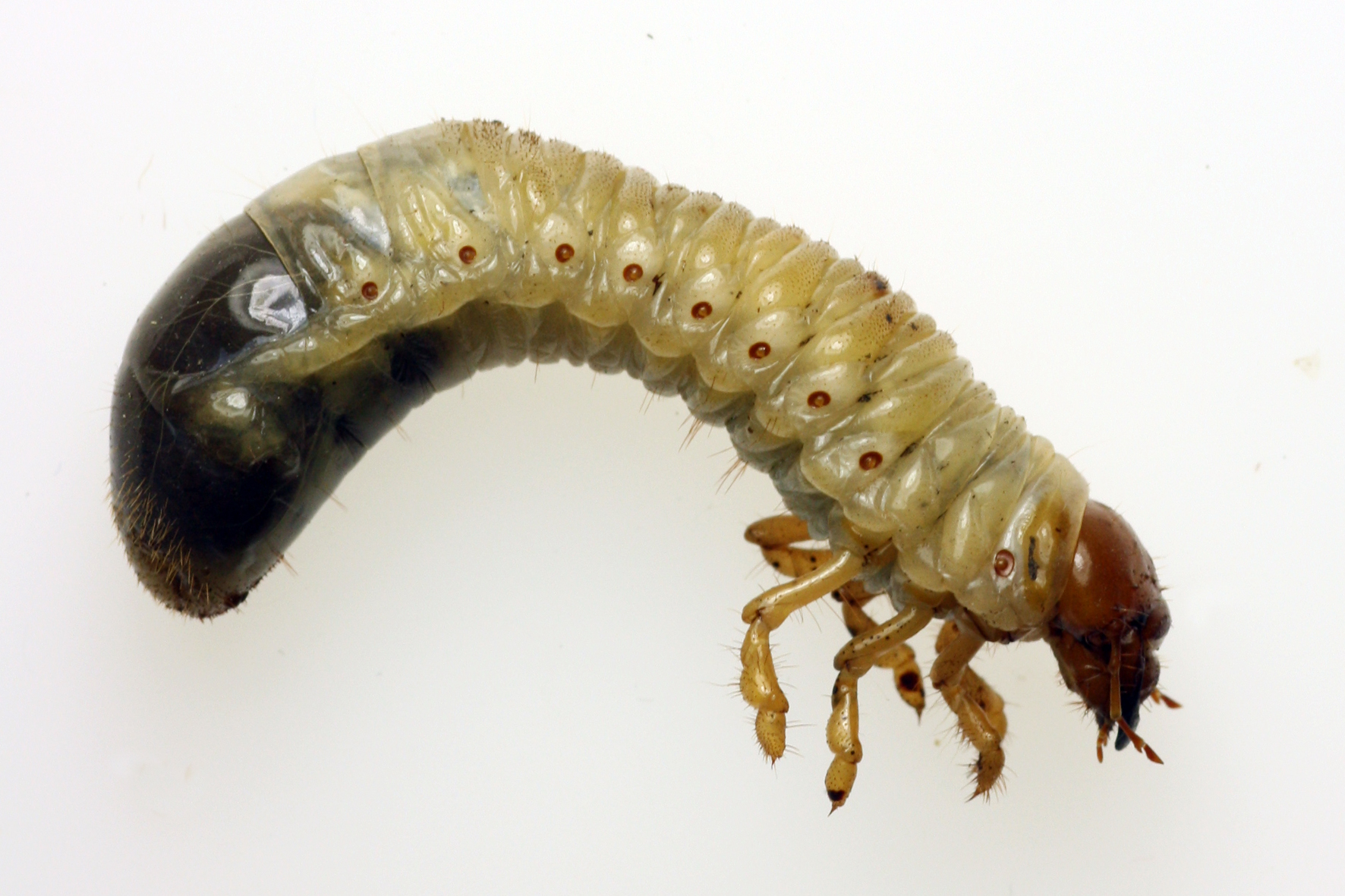
Meikever; behaarde achterlijfspunt
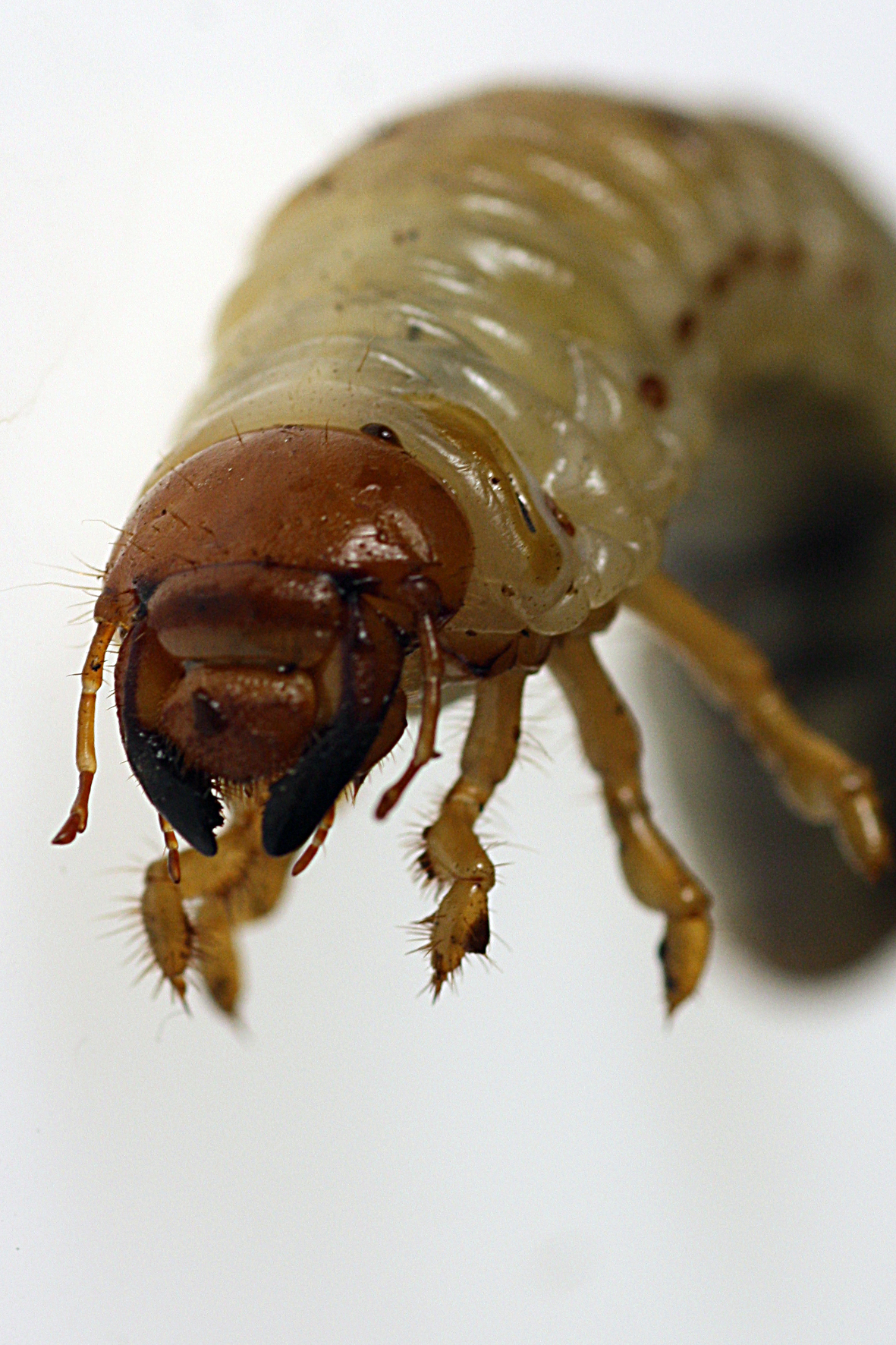
Meikever; kromme kaken

Zowel de uiteindelijke grootte als de levensduur van de larve zijn in vergelijking met andere insecten sterk afhankelijk van het voedselaanbod en de klimatologische omstandigheden. De larve kan in uitzonderlijke gevallen een lengte van tien centimeter en een leeftijd van acht jaar bereiken voordat de verpopping plaatsvindt. Dit gebeurt in drie ontwikkelingsstadia.
De larve heeft drie paar oranje, gelede en verharde poten en een rond en zeer stevig kopschild. Zowel de poten als het kopschild zijn oranje van kleur en steken af tegen het witte lichaam. Het kopschild van de larve bestaat uit een helmachtig chitinepantser en bevat de monddelen. Opvallend zijn de naast de monddelen gelegen antennes.
Het lichaam van de larve bestaat, naast de kop, uit het borststuk en het achterlijf, welke in het larvestadium moeilijk te onderscheiden zijn. Het lichaam is gesegmenteerd en bestaat uit een tiendelig achterste deel, een driedelig deel dat ieder een potenpaar draagt in het midden en een voorste deel dat bestaat uit de kop. Het achterste deel van de larve wordt na de metamorfose het achterlijf, de drie potendragende delen verworden na de gedaanteverwisseling tot het borststuk.

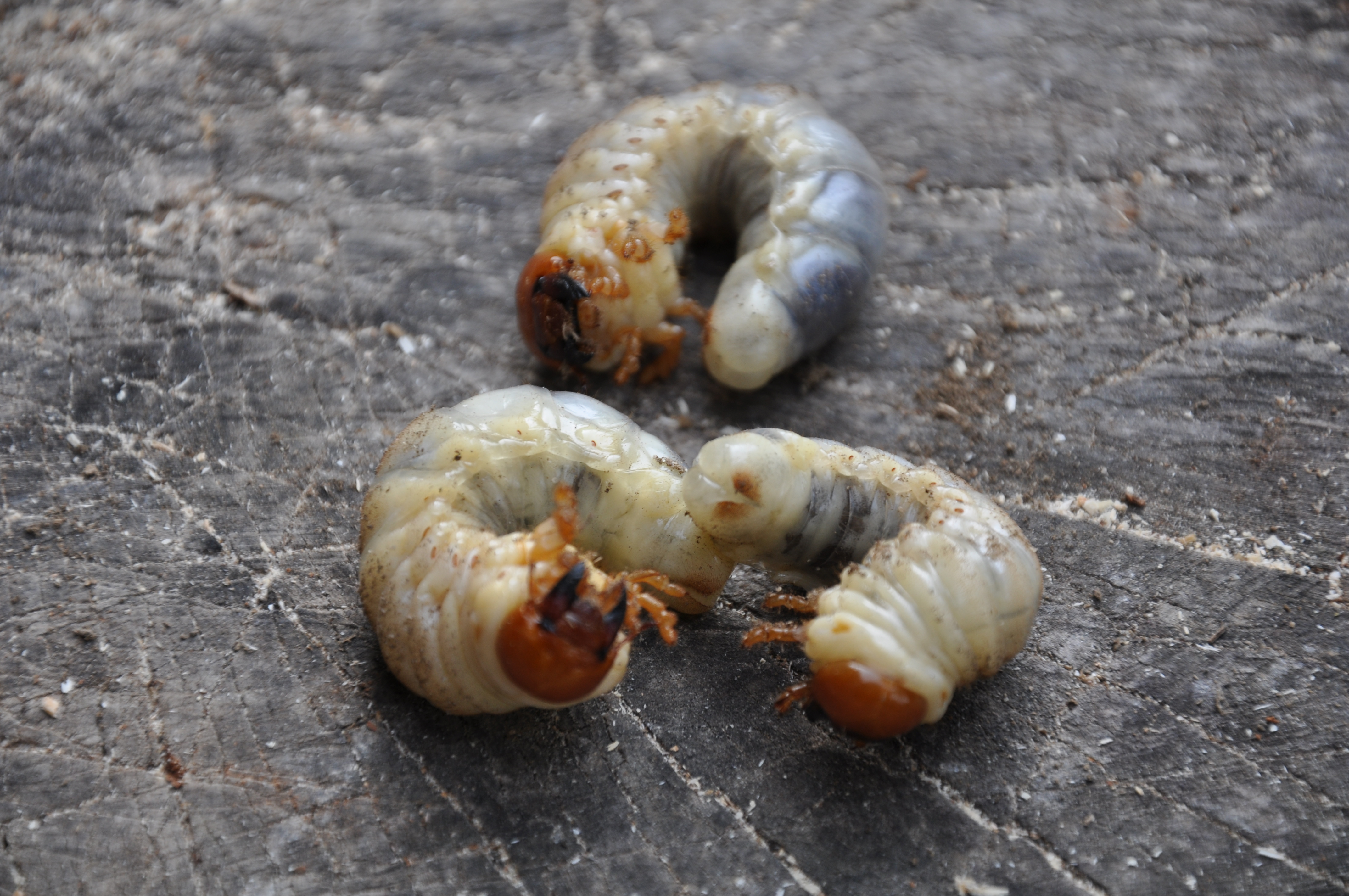
Larven van het vliegend hert

Aan de zijkant is op ieder lichaamssegment een opening of stigma zichtbaar. Deze openingen zijn onderdeel van de lichaamsademhaling van de larve. Net als alle insecten hebben zowel de larven als de kevers openingen waardoor de zuurstof direct naar de cellen wordt gevoerd middels een tracheeënstelsel. Bij de volwassen kevers zijn de openingen niet zichtbaar, doordat ze onder de dekschilden zijn gelegen.
De larve van het vliegend hert is vaak te vinden op een diepte van 15 tot 40 centimeter. De larve leeft vaak op de grens tussen de grond waar het hout zich in bevindt en het aangetaste hout. Jongere larven graven zich soms in in het hout, waarbij het hout wordt verlaten als de larve aan verpopping toe is. Dan trekt de larve de grond in.

#### Stridulatie
De larve kan geluiden maken die worden voortgebracht door lichaamsdelen tegen elkaar te strijken, dit wordt wel stridulatie genoemd. Hiertoe heeft de larve verharde en geribbelde structuren die langs elkaar gestreken worden en zo geluid produceren om te communiceren. Dergelijke lichaamsaanpassingen vinden we ook bij de sprinkhanen en krekels en de cicaden. Bij deze twee groepen dient stridulatie om het andere geslacht te lokken. De larve van het vliegend hert kan zich echter nog niet voortplanten, waardoor niet geheel duidelijk is wat de functie is van het vermogen tot stridulatie. Het stridulatie-orgaan bestaat uit een opstaande verharde rand aan de heup of coxa aan het middelste potenpaar van de larve. De coxa is hiertoe duidelijk vergroot. Aan de trochanter van de achterpoot is een serie verharde knobbels aanwezig die langs de rand aan de coxa wordt gestreken. Dit geeft een knarsend geluid dat een frequentie heeft van 11 kilohertz en soms wordt herhaald.

### Pop
Als de larve zich volledig heeft ontwikkeld vindt de verpopping plaats. Hierbij breekt de larve voor de laatste keer uit zijn wormachtige huid en vormt een pop in de omliggende aarde. Doordat de larve stoffen uitscheidt die de omliggende aarde doen samenklitten, ontstaat een cocon die zo groot is als een kippenei. De pop van de vrouwelijke exemplaren is typisch keverachtig en heeft een bleekgele kleur met een duidelijk gesegmenteerde achterzijde en voorgevormde poten, ogen en antennes. De pop van de mannetjes is door de aanwezigheid van de enorme kaken in één oogopslag te onderscheiden van die van de vrouwtjes.
De lengte van het popstadium is veranderlijk en hangt af van omgevingsfactoren zoals temperatuur en vochtigheid. De duur is twee tot vier weken.
Lange tijd werd gedacht dat de kever maandenlang nodig had om zich gedurende het popstadium te metamorfoseren van larve tot imago. Dit komt doordat de larve zich meestal in de herfst op een vorstvrije plaats verpopt en de uit de pop gekropen kever op deze plaats blijft om te overwinteren. Pas in de zomer komt hij uit de bodem tevoorschijn.

### Imago

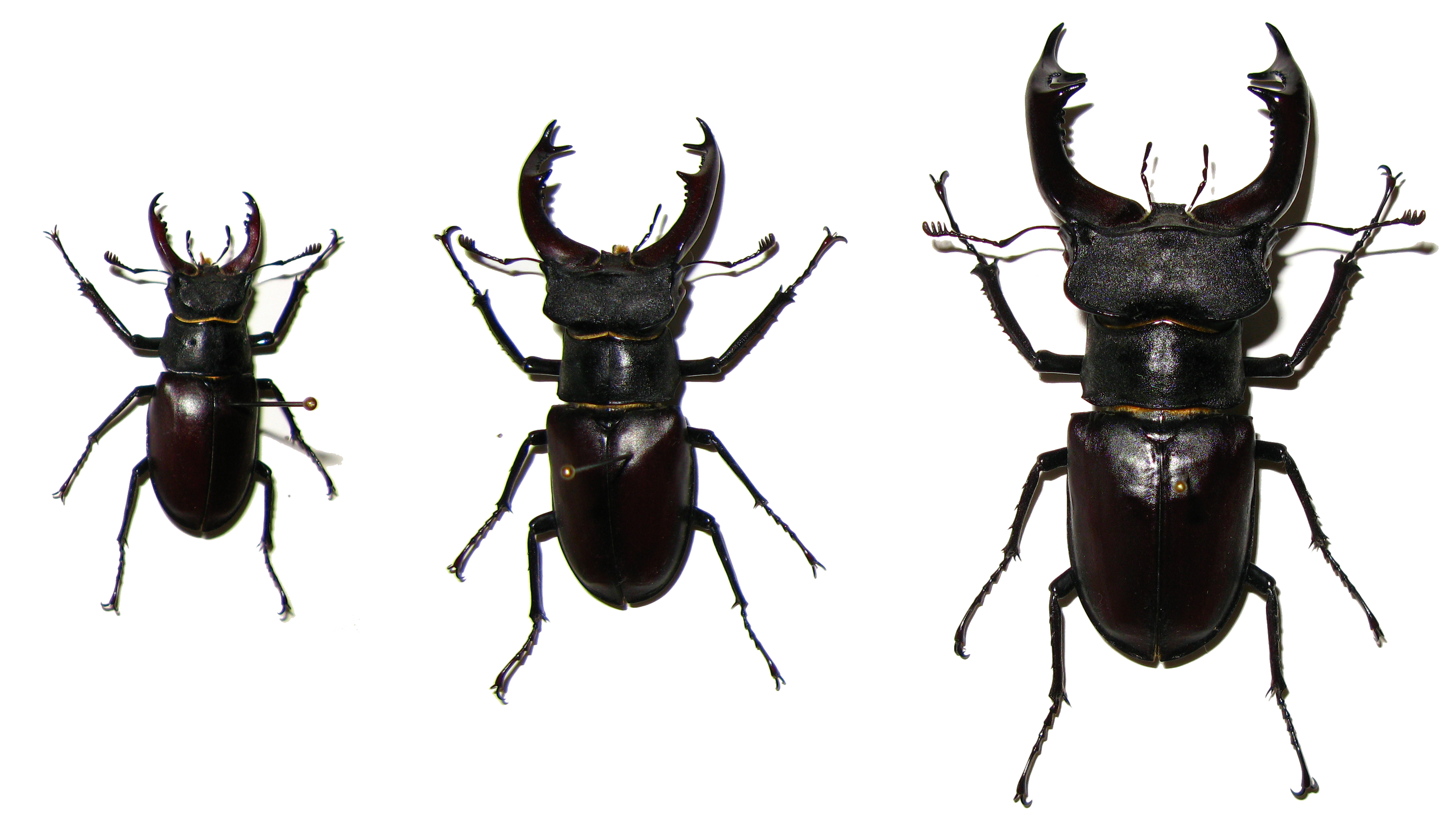
Drie mannetjes van het vliegend hert

De volwassen kevers vertonen een aanzienlijke variatie in lichaamslengte. De grootte van de volwassen kever staat in direct verband met de levensomstandigheden van de larve. De omgevingstemperatuur en andere klimatologische omstandigheden spelen hierbij eveneens een rol. De belangrijkste factoren zijn de omgevingstemperatuur gedurende de ontwikkeling en het aanbod van geschikt voedsel. Met name dit laatste komt bij het vliegend hert erg nauw; alleen door bepaalde schimmels aangetast hout is geschikt als voedsel. Als tijdens de ontwikkeling de schimmels verdwijnen, moet de larve letterlijk op een houtje bijten en blijft veel kleiner dan exemplaren die een onbeperkt voedselaanbod hebben gehad.
Larven die het slecht hebben gehad groeien uit tot kleinere kevers, larven die onder optimale omstandigheden hebben geleefd worden grote exemplaren, zie ook onder het kopje ontwikkeling. Kleine mannetjes hebben een onderontwikkeld 'gewei' dat niet alleen kleiner, maar ook smaller en minder vertakt is met hooguit enkele stekels aan het einde. Op de afbeelding rechts is dit goed te zien. Het linker en het rechter exemplaar lijken totaal niet op elkaar. Het zijn echter drie vormen van de mannetjes van het vliegend hert, het linker exemplaar is de dwergvorm (forma minor), het middelste exemplaar is de tussenvorm (forma media) en het rechterexemplaar is de grote vorm (forma major). Ook de kleinste mannetjes zijn ondanks het ontbreken van gewei-achtige kaken nog steeds makkelijk te onderscheiden van de vrouwtjes door de duidelijk verlengde mandibels.
De kleine exemplaren van het vliegend hert werden vroeger als een aparte soort beschouwd. De bioloog J. T. Clark beschreef de kleinere vormen van het vliegend hert als Lucanus capreolus, maar dit is achterhaald. De naam capreolus betekent 'ree', het is een metonymie voor de kleinere mandibels van de mannetjes en slaat op het kleine gewei van de ree in vergelijking met het hert.
Een vliegend hert leeft eenmaal volwassen niet erg lang, de mannetjes leven slechts enkele weken, terwijl de vrouwtjes hooguit één tot twee maanden in leven blijven.

## Voedsel

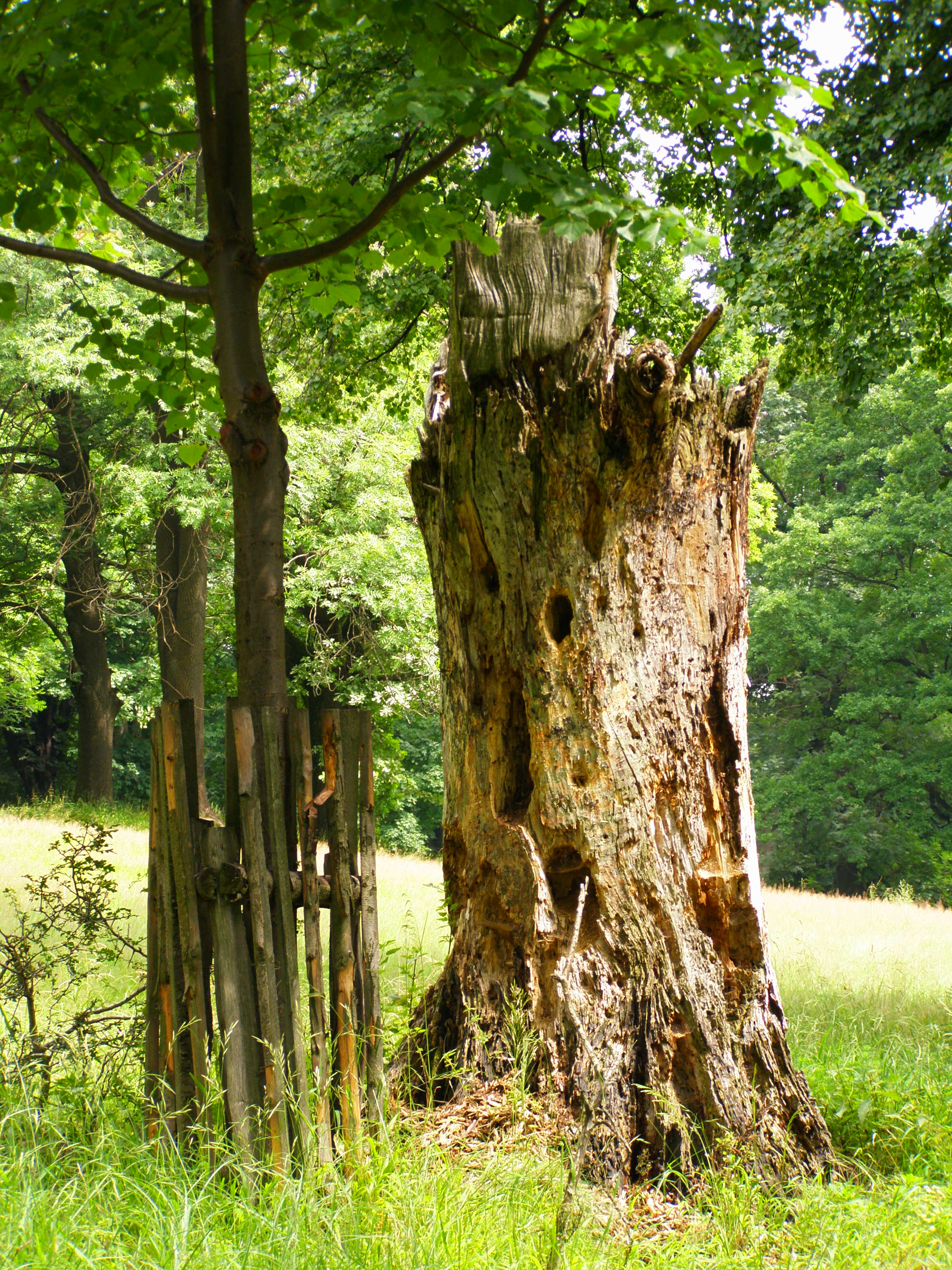
Het voedsel van de larven bestaat uit rottend hout

De kever voedt zich uitsluitend met suikerrijke goedjes als plantensappen van de beuk en de eik. Het vliegend hert snoept van de wondsappen, waarbij die van oude eiken een voorkeur lijken te hebben. Er is weleens waargenomen dat een vliegend hert een bijennest probeerde binnen te dringen, maar de kevers worden niet zo sterk aangetrokken door honing als bijvoorbeeld de doodshoofdvlinder.
Van vrouwtjes is beschreven dat ze de bast open kunnen knagen om een sapstroom van wondvocht te veroorzaken, dat vervolgens wordt opgelikt. De mannetjes kunnen moeilijk eten, doordat de enorme kaken dat verhinderen. De mannetjes van het vliegend hert likken met hun penseelachtige monddelen weleens aan overrijp fruit. Er zijn verschillende waarnemingen gedaan van exemplaren die aan kersen likten.
De larve van het vliegend hert leeft uitsluitend van hout. Dit bevat niet veel voedingsstoffen, terwijl een larve erg groot moet worden om te kunnen verpoppen. Daarom bepaalt de hoeveelheid voedsel sterk de lengte van het larvale stadium. Bij optimale omstandigheden verpopt de larve al na vier jaar, bij slechtere omstandigheden na tot wel acht jaar. Deze lange ontwikkelingsduur is een nadeel; de larve leeft in rottend materiaal, maar moet het hier jarenlang mee doen.
De larve van het vliegend hert leeft van vermolmd, vochtig hout dat al enige tijd is afgestorven, waardoor het is aangetast door schimmels. Meer specifiek moet het hout zijn aangetast door witrotschimmels, zoals eikenrot, die het hout deels afbreken. Hierbij wordt de cellulose en de stof lignine afgebroken, waarbij de in het hout aanwezige suikers ongemoeid worden gelaten. Het zijn deze suikers waar de larve van leeft, maar het spijsverteringskanaal kan deze omzetting zelf niet uitvoeren en laat de schimmels het hout 'voorverteren'. Er zijn ook schimmels die het hout omzetten en hierbij zelf de suikers verbruiken, de zogenaamde bruinrotschimmels. Hout dat door dergelijke schimmels is aangetast is dan ook ongeschikt voor de larve.
Het hout mag niet uitdrogen; in droog hout kunnen de larven van het vliegend hert niet overleven. Het mag niet te nat zijn, maar moet wel enig vocht bevatten. Uit veldstudies blijkt dat eierleggende vrouwtjes een grote voorkeur hebben voor eikenstronken die langs het water staan.
Een probleem van de specifieke voedselvoorkeur van de larve is de duur van de ontwikkeling. De larve kan de eerste tijd in perfecte omstandigheden leven, maar de ontwikkeling duurt minstens vier jaar en de omstandigheden kunnen gedurende deze tijd drastisch veranderen. Dit heeft een grote invloed op de ontwikkeling. Dit uit zich onder andere in de lichaamsgrootte van de kever en ook in bijvoorbeeld de lengte en vorm van de kaken van de volwassen kever. De variabele larvale omstandigheden verklaren de grote variatie in verschijningsvormen bij zowel mannetjes als vrouwtjes.

## Vijanden

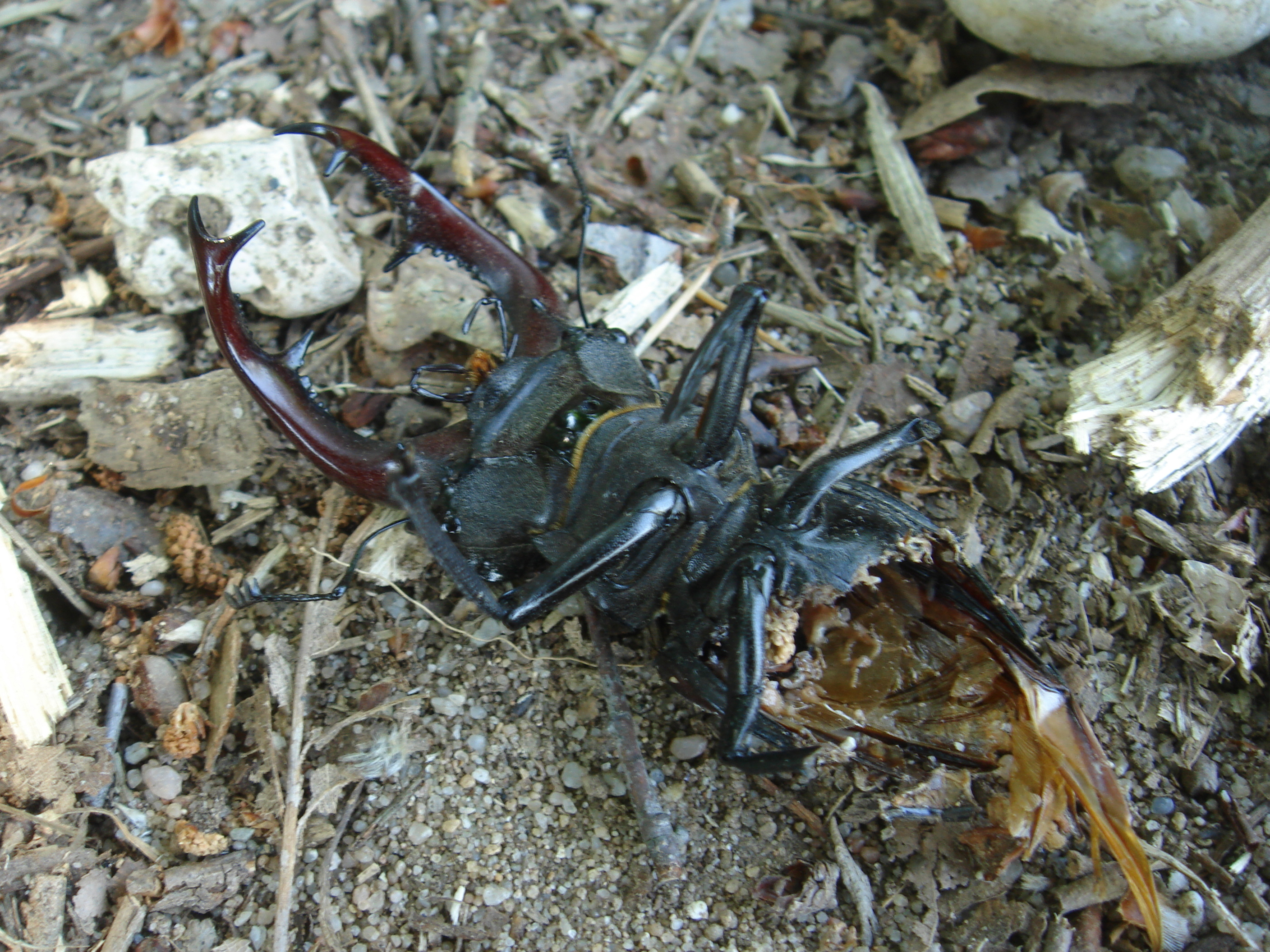
Een aangevreten vliegend hert

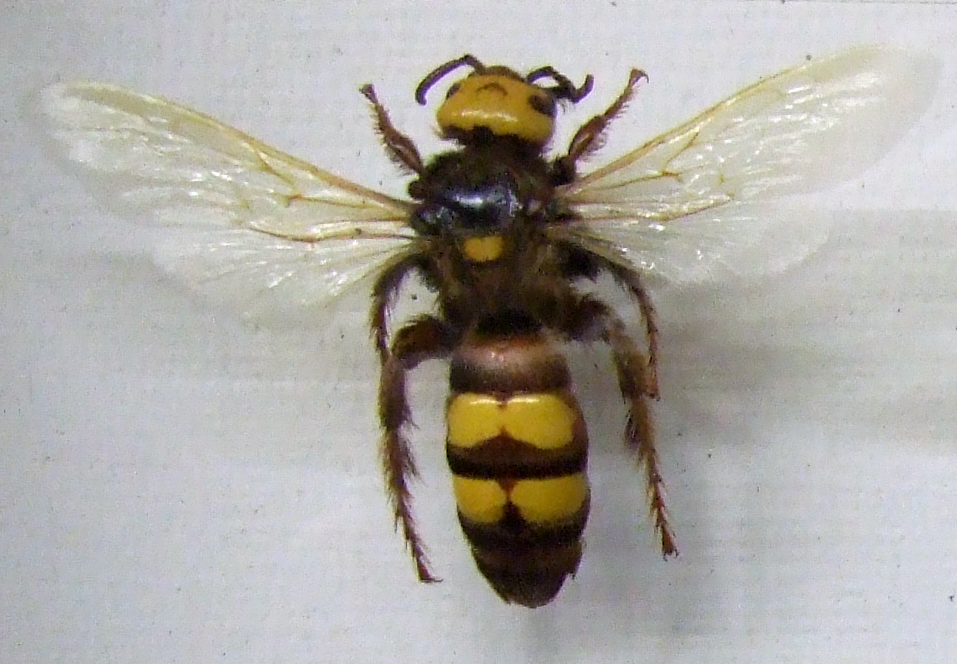
De reuzendolkwesp (Megascolia maculata) is een belangrijke vijand.

De kever wordt door vele dieren belaagd. Het is een sloom dier dat niet hard weg kan rennen of snel de vleugels uit kan slaan om te vluchten. Als de kever zich op de grond bevindt en door een mogelijke vijand wordt bedreigd blijft het zelfs doodstil zitten. Het vliegend hert is een slechte vlieger en niet erg behendig in de lucht. De kever vertoont geen dreiggedrag, zoals sissende of piepende geluiden en ook scheidt hij geen stinkende of bijtende lichaamsvloeistoffen uit, zoals verschillende andere insecten. Wel is bij mannetjes beschreven dat wordt getracht een vijand te imponeren met de kaken. De kaken van de mannetjes zijn, ondanks hun grootte, niet erg krachtig en daardoor volledig ongeschikt om van zich af te bijten. Het mannetje is hierdoor volkomen weerloos en een gemakkelijke prooi. De vrouwtjes hebben wel krachtige, scherpe kaken en kunnen hier hard mee bijten en de huid van een mens tot bloedens toe doorboren.
Een belangrijke vijand van de larven zijn verschillende vliesvleugelige insecten. Voorbeelden van dergelijke wespen zijn de dolkwespen (Scoliidae), zoals de Zuid-Europese reuzendolkwesp (Megascolia maculata). Deze tot 50 millimeter lange wesp komt niet voor in Nederland en België, maar wordt tot in zuidelijk Duitsland gevonden. Ze zetten hun eitjes af op het lichaam van de larve. De larve van de wesp eet vervolgens de larve van het vliegend hert van binnenuit op. De dolkwesp jaagt ook op andere keverlarven, zoals die van de neushoornkever.
Vogels als spechten en gaaien boren met hun snavel in het hout op zoek naar de larven. Ook wilde zwijnen graven de larven en poppen op, al is niet precies bekend welke invloed dit heeft op de populaties.
De volwassen kever wordt vooral belaagd door vogels, bijvoorbeeld de ekster. Deze kan een ware slachting aanrichten onder de kevers. De ekster draait de kever om, pikt het achterlijf open en begint hier met eten. Uit onderzoek blijkt dat met name in Groot-Brittannië de ekster voor een zeer hoge predatiedruk zorgt. Andere bekende vijanden van de volwassen kever zijn grotere kikkers en rovende zoogdieren als vleermuizen, vossen, dassen, marters en zwijnen. Kikkers slikken de kever in één keer door, van vossen en dassen is bekend dat ze de gehele kever eten waarna de verharde delen zoals de kaken in de fecaliën worden teruggevonden.

## Interactie met de mens

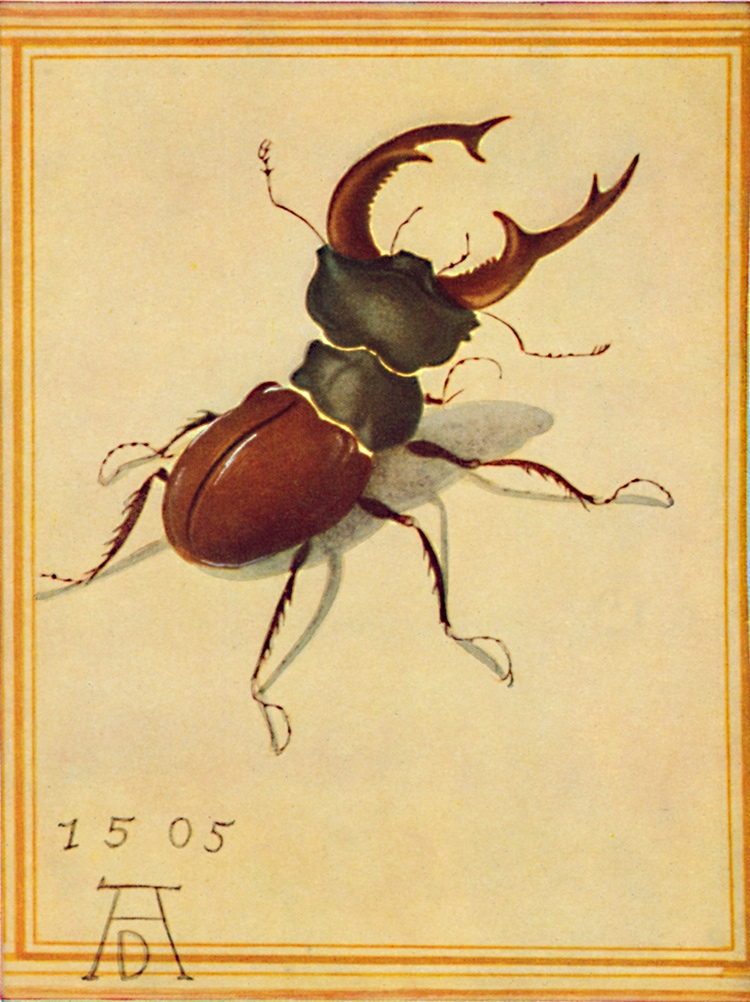
Waterverftekening van een mannetje uit 1505 door Albrecht Dürer

Het vliegend hert speelt een rol in verschillende culturen. Hierbij moet wel aangemerkt worden dat de term 'vliegend hert' in deze sectie in algemene zin gebruikt wordt. Het betreft dus niet alleen de soort Lucanus cervus, maar alle soorten grotere vliegende herten waarvan de mannetjes gewei-achtige kaken hebben.
Het vliegend hert heeft door de grote kaken een afschrikwekkend uiterlijk, maar is volkomen onschuldig. Hierdoor is het dier lange tijd onbegrepen. De meeste dieren met grote kaken worden immers vermeden, omdat ze hiermee kunnen bijten. De kever is bekend uit de oudheid en speelt een rol in een gedicht van de Griekse dichter Sophocles die leefde van 496 tot 406 v.Chr.
Er zijn verschillende namen bekend voor deze soort, die meestal slaan op de grootte en de opvallende kaken. In bijvoorbeeld de Engelse taal wordt de kever oak-ox (eiken-os), horse pincher (paardenknijper) en thunderbeetle (donderkever) genoemd.
Net als andere vreemd gevormde dieren werden aan de kever in het verleden soms magische krachten toegeschreven. In middeleeuws Engeland werd het vliegend hert bijvoorbeeld gevreesd door boeren die dachten dat het dier stormen kon veroorzaken. Uit de streek Kent is bekend dat boeren de kevers bekogelden met stenen om hun gewassen te beschermen.
Het vliegend hert wordt gezien als erg decoratief en is door verschillende schilders vereeuwigd. De zeventiende-eeuwse Nederlandse schilder Otto Marseus van Schrieck was een bekende schilder van stillevens met insecten en andere dieren. Van Schrieck heeft verschillende vliegende herten afgebeeld.
Door de Romeinen werd de kop van het vliegend hert om de nek gehangen en gebruikt als amulet tegen onheil, ook werd geloofd dat het dragen van de kever bepaalde ziektes zou kunnen genezen.

### Bedreigingen
Het vliegend hert komt in een deel van het verspreidingsgebied nog algemeen voor en is over het algemeen genomen niet bedreigd. De soort is zeldzaam in een deel van het areaal en gaat in sommige delen in aantal en verspreiding achteruit. De grootste bedreiging is het verdwijnen van geschikte leefgebieden, en dan met name het steeds zeldzamer worden van geschikte voedselbronnen voor de larven. Zo worden bossen bijvoorbeeld ontdaan van dode bomen die echter een onmisbare voedselbron zijn voor veel kevers zoals het vliegend hert. Niet alleen het verminderen van de kwaliteit van het leefgebied, ook het kleiner worden van het oppervlak van bossen heeft een negatieve invloed.
De levenswijze van het vliegend hert draagt bij aan het feit dat de soort zich moeilijk koloniseert: het lange larvale stadium maakt de kever kwetsbaar. Doordat het larvestadium tot 8 jaar kan duren, komen in sommige populaties niet ieder jaar kevers uit de pop.
Ook verplaatsen de eierleggende vrouwtjes zich niet veel, in tegenstelling tot de mannetjes die juist regelmatig vliegen. Daarnaast warmt het vliegend hert zich graag op op het asfalt van wegen, waardoor ze worden overreden door het verkeer.
Het vliegend hert wordt verwoed verzameld door Japanners, nadat de kever door het spel Mushiking een ware rage werd. Mushiking, dat koning van de insecten betekent, is een videospel waarbij deelnemers het tegen elkaar moeten opnemen in de gedaante van verschillende, grote insecten. Verscheidene bestaande soorten spelen een rol in het spel. Er is ook een grote vraag ontstaan naar deze kevers, omdat ze erg populair zijn geworden als huisdier. Een ondersoort van het vliegend hert, Lucanus cervus akbesianus uit Turkije, is hierdoor ernstig bedreigd geraakt, doordat de soort massaal wordt geëxporteerd.

### Bescherming in België en Nederland

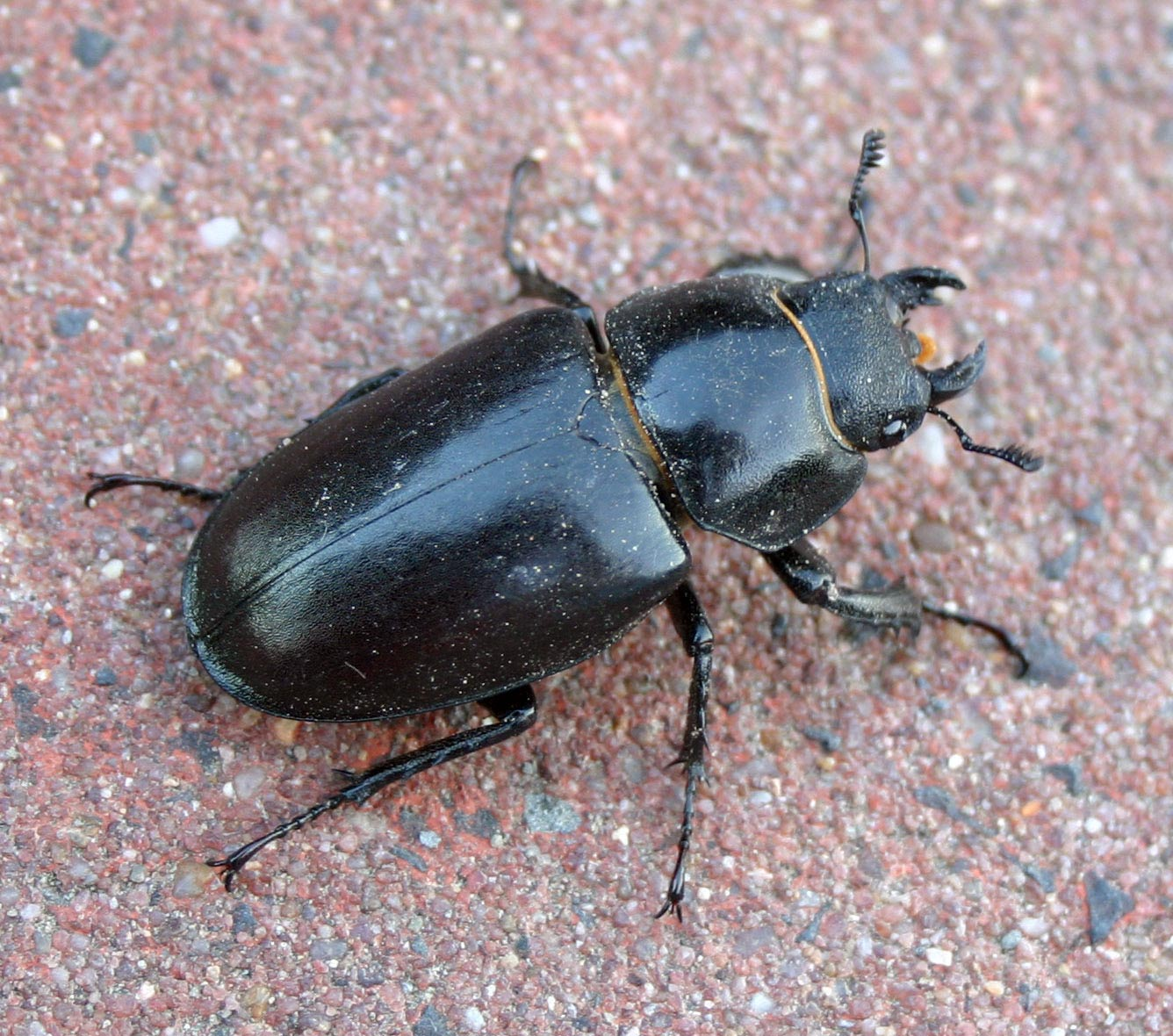
Het vliegend hert, hier een vrouwtje, neemt soms een zonnebad op geasfalteerde wegen

Het vliegend hert geniet niet alleen in België en Nederland wettelijke bescherming, maar heeft ook in de rest van Europa een beschermde status. Het vliegend hert is bijvoorbeeld opgenomen in de Europese Habitatrichtlijn en de Conventie van Bern uit 1979. Niet alleen het dier zelf, maar ook zijn biotoop wordt zo in heel Europa beschermd.
In Nederland is de kever opgenomen als beschermde soort in de Natuurbeschermingswet. In België wordt de soort beschermd volgens het Koninklijk Besluit op de beschermde diersoorten uit 1980. Het is hierdoor wettelijk verboden om exemplaren te vangen of te houden. Dit verbod geldt ook voor het bezit van dode (opgezette) exemplaren. Het vangen van de kevers door verzamelaars is echter in België en Nederland waarschijnlijk geen belangrijke oorzaak voor de achteruitgang van de soort.
Bescherming van het vliegend hert gebeurt op verschillende manieren, zoals de aanleg of uitbreiding van ecologische verbindingszones tussen verschillende natuurgebieden in de vorm van holle wegen en houtwallen om de migratiemogelijkheden van de kever te vergroten. Ook laten bosbeheerders rottend hout in het bos liggen om zo het voedselaanbod van de larven te verhogen. Met hetzelfde doel worden de laatste jaren steeds vaker eikenstammen op open plekken half begraven, waarna de bodem bedekt wordt met houtsnippers. Deze kunstmatige leefomgeving wordt wel aangeduid als broedstoven of hertenstoven. In 2007 is hiermee een vierjarig project gestart op de Sint-Jansberg in de Limburgse plaats Mook.
Het geven van voorlichting aan de plaatselijke bevolking vergroot het draagvlak van de bescherming van de kever. De kever komt ook voor in particuliere tuinen zoals in bielzen of in houten afscheidingen. Een bijzondere maatregel is het afsluiten, of met waarschuwingsborden markeren van verkeerswegen, om verkeersslachtoffers te voorkomen.
In Nederland wordt de bescherming ondersteund met onderzoek naar het voorkomen van de kever. Door een regelmatige monitoring kan inzicht worden verkregen in de effectiviteit van getroffen beschermingsmaatregelen.
Het beschermen van het vliegend hert kan ook andere soorten met dezelfde biotoop een steun in de rug geven. Voorbeelden zijn vogels, bijvoorbeeld de geelgors (Emberiza citrinella) en de braamsluiper, (Sylvia curruca) en ongewervelde dieren zoals de andoornbij (Anthophora furcata) en de tuinbaldakijnspin (Linyphia hortensis).
De bescherming van het vliegend hert heeft zelfs de Nederlandse Tweede Kamer gehaald. In 2007 toonde de Kamer zich bezorgd over het kappen van oude eikenbomen en het exporteren van eikenhout waarin larven zouden kunnen leven.